# Scorpiops montanus
Espèce
Synonymes
- Euscorpiops montanus (Karsch, 1879)

Scorpiops montanus est une espèce de scorpions de la famille des Scorpiopidae.

## Distribution
Cette espèce se rencontre en Inde au Pendjab, en Himachal Pradesh et en Uttarakhand et au Pakistan.

## Description
Scorpiops montanus mesure jusqu'à 60 mm.

## Systématique et taxinomie
Cette espèce a été décrite par Karsch en 1879. Elle est placée dans le genre Euscorpiops par Soleglad et Sissom en 2001. Elle est replacée dans le genre Scorpiops par Kovařík, Lowe, Stockmann et Šťáhlavský en 2020.

## Publication originale
- Karsch, 1879 : « Skorpionologische Beiträge. II. » Mittheilungen des Münchener Entomologischen Vereins, vol. 3, no 2, p. 97-136 (texte intégral).